# Daar is een mens verdronken
Daar is een mens verdronken is een Vlaamse televisieserie van Dré Poppe uit 1983. De miniserie met drie afleveringen was een productie van de Belgische Radio- en Televisieomroep naar de gelijknamige roman van Ernest Claes uit 1950 en een scenario van Pierre Plateau.
De serie werd als VRT klassieker in juni 2014 op dvd uitgebracht.

## Verhaal
Een Vlaams dorp ondergaat in 1914 het begin van de Eerste Wereldoorlog. In het dorp komt het tot een botsing tussen opportunisten met materialistische overwegingen en idealisten die ten koste van alles zich verzetten tegen de overheersers. De dorpsonderwijzer verliest zijn lesopdracht vanwege zijn Vlaams bewustzijn en overlijdt arm en eenzaam. Herbergier Dore Maersschack daarentegen profiteert van zwarthandel en probeert van elke nood van zijn dorpsgenoten om rijker te worden. Voor zijn hebzucht moet alles wijken, zelfs de eer en het geluk van zijn dochter. Maar zwendel kost hem zijn vermogen, waarna hij zelfmoord pleegt.

## Rolverdeling
- Warre Borgmans als Otto Heimier
- Chris Boni als Melanie
- Dries Wieme als dorpsonderwijzer
- Jakob Beks als Feelke
- Hugo Van den Berghe als herbergier Dore Maerschalck
- Els Olaerts als Jeanne
- Piet Balfoort
- Nora Barten
- Roger Bolders als pastoor
- Sjarel Branckaerts
- Helmuth Breuer als Friedrich
- Herman Bruggen
- Jef Burm als mandenvlechter
- Ludo Busschots
- Jappe Claes
- Herman Coessens
- Anton Cogen
- Yvonne Colinet
- Ronnie Commissaris
- Walter Cornelis
- Marcel Cremer als Frenzl
- Daniel De Cock als Lampaert
- Peter De Groote als leerling in de klas
- Jo De Meyere als veehouder Gust
- Juliette Van de Sompel
- Jo Delvaux
- Katrien Devos
- Cary Fontyn
- Johan Gennen
- Blanka Heirman
- Marie-Christine Janssens
- Jos Kennis
- Emmy Leemans
- Oswald Maes
- Peter Marichael
- Horst Mentzel als Bennecke
- Yvonne Mertens
- Jan Moonen
- Jacky Morel als dorpsbakker
- Daniël Muyllaert als onderpastoor Verbruggen
- Ugo Prinsen
- Walter Quartier
- Machteld Ramoudt
- Paul Ricour
- Fred Robion
- Nora Tilley als Julie
- Johan Van Assche
- Willy Van Heesvelde als Grootjans
- Roger Van Kerpel
- Linda Van Mierlo
- Nolle Versyp als nonkel Jan
- Oswald Versyp
- Alex Wilequet als Van Malderen